# Duna: Casa Harkonnen
Duna: Casa Harkonnen é uma obra de ficção científica publicada no ano 2000, escrito por Brian Herbert e Kevin J. Anderson, a história se passa no universo fictício de Duna, criado originalmente por Frank Herbert . É o segundo livro da trilogia prequel Prelúdio de Duna, que se passa antes dos eventos da obra principal Duna de Frank Herbert lançada em 1965.
Os livros do Prelúdio de Duna são baseados em anotações deixadas por Frank Herbert após sua morte.
Duna: Casa Harkonnen ficou na posição #11 na lista de mais vendidos do The New York Times no seu lançamento, subindo para a posição #8 na segunda semana de publicação.

## Resumo do enredo
A hisória se passa dezoito anos após Shaddam IV suceder seu pai como Imperador Padishah do Universo Conhecido. Porém, seu governo é precário, pois sua esposa Anirul foi instruída por sua irmandade Bene Gesserit a dar a luz apenas filhas.
A autoridade de Shaddam também é desafiada pela poderosa Casa Harkonnen, cujo estoque ilegal de melange é uma grande preocupação para o Imperador. Na tentativa de monopolizar a melange, Shaddam e seu conselheiro e amigo de confiança, Conde Fenring, planejam produzir uma forma sintética da substância com a ajuda de Hidar Fen Ajidica, um Mestre Pesquisador Tleilaxu . Ajidica monta laboratórios para cumprir esse propósito no planeta recém-conquistado de Ix, antigo lar da Casa Vernius .
No final da história, Ajidica diz a Fenring que a fabricação da melange sintética foi bem sucedida, embora se sua afirmação é válida ou não seja algo altamente duvidoso.
Já em Caladan, o duque Leto Atreides se despede de Duncan Idaho, que está indo para Ginaz, com o objetivo de estudar e se tornar um mestre espadachim.
Leto, Kailea e Rhombur Vernius, ainda estão na luta para libertar o antigo mundo natal dos irmãos, porém não fizeram muito progresso até o momento. Kailea acaba se tornando concubina de Leto, porém ele se recusa a se casar com ela por razões políticas óbvias. Enquanto isso, Rhombur procura uma companheira da ordem Bene Gesserit, encontrando uma jovem chamada Tessia, que lhe ajuda a encontrar um novo senso de motivação e propósito.
Rhombur começa a fornecer ajuda limitada à resistência ixiana depois de ter recebido um pedido de ajuda de C'tair Pilru, um rebelde ixiano, porém suas tentativas são prejudicadas pelos Sardaukar, exército do Imperador.
Kailea acaba dando à luz a Victor, filho de Leto. Entretanto, depois do nascimento da criança, ela fica cada vez mais insatisfeita com seu papel como concubina, querendo que o duque se case com ela para que seu filho se torne seu sucessor.
A dama de companhia de Kailea, Chiara, é na verdade uma agente Harkonnen enviada para envenenar a mente de Kailea contra Leto.
Com a chegada de Jessica (uma Bene Gesserit e filha secreta da Reverenda Madre Gaius Helen Mohiam e do Barão Vladimir Harkonnen - fato que a própria Jéssica desconhece), as coisas se complicam ainda mais.
Escondendo o real motivo da irmandade em usá-los em seu programa de reprodução, Jessica é apresentada a Leto como um presente da Bene Gesserit. Inicialmente, Leto se recusa a ter muito contato com Jessica em uma tentativa de permanecer fiel a Kailea. No entanto, à medida que ele e Kailea se distanciam, Leto começa a procurar cada vez mais a companhia de Jessica.
Finalmente Kailea é levada a tentar matar Leto ao colocar um dispositivo explosivo em seu helicóptero. Porém no último minuto, o capitão Swain Goire, guarda da casa Atreides, decide deixar Victor e Rhombur irem junto com Leto, o que ocasiona a morte do menino. Leto sai relativamente ileso do acidente, porém Rhombur tem seu corpo todo queimado. Movida pela culpa e pelo medo de que Leto descubra que ela é responsável pela morte de seu filho, Kailea mata sua dama de companhia (uma espiã dos Harkonnen) e então comete suicídio ao pular de uma janela.
Os Tleilaxu fazem uma proposta de criar um ghola do filho falecido de Leto, recebendo em troca do corpo quase morto de Rhombur Vernius. Leto acaba se recusando, após muita reflexão, sabendo que os planos dos Tleilaxu são de prejudicar a Casa Vernius e a Casa Atreides. Em vez disso, Tessia, uma Bene Gesserit e esposa de Rhombur, contrata o Dr. Wellington Yueh, um especialista na área de cibernética, para criar um corpo para substituir o de Rhombur.
Leto e Jessica se apaixonam profundamente, fazendo com que Jessica se decida a conceber um filho pelo bem de Leto, desobedecendo diretamente à ordem da Bene Gesserit de que ela tivesse uma filha.
Enquanto isso em Giedi Prime, planeta natal dos Harkonnen, o Barão Harkonnen fica cada vez mais fraco e corpulento devido a uma estranha doença que, sem que ele saiba, foi infligida por um vingativo Mohiam.
Após matar vários médicos por não conseguirem diagnosticar ou melhorar sua condição, ele contrata o Dr. Yueh por um preço altíssimo. Yueh acaba revelando ao Barão que o responsável por sua doença é Mohiam. Em retaliação, o Barão busca se vingar das Bene Gesserit, mas acaba falhando miseravelmente.
Durante este momento, o irmão do Barão, Abulurd, descobre um estoque ilegal de melange em Lankiveil . Porém, ao invés de entregar ao Imperador, Abulurd, que é um governante benevolente e o oposto de seu irmão Vladimir, usa o estoque de forma a beneficiar seu povo.
Quando descobre isso, Glossu Rabban (primogênito de Abulurd) estrangula seu pai até a morte, ganhando assim o apelido de "Besta".
O Barão Harkonnen também sequestra o outro filho de Abulurd, Feyd-Rautha, e tenta criá-lo como se fosse seu.
Liet-Kynes atinge a maioridade e da continuidade a realização do sonho de seu pai, Pardot Kynes, de amansar as condições hostis em Arrakis . Também em Arrakis, Lady Margot Fenring procura os Fremen na tentativa de explicar o desaparecimento de vários outros membros da ordem Bene Gesserit, incluindo a Reverenda Madre Ramallo . Ao fazer isso, ela acaba descobrindo que as Bene Gesserit já estão infiltradas na sociedade do Fremen e implantaram os mitos da Missionaria Protetiva na cultura deles.
Um trabalhador rural em Giedi Prime chamado Gurney Halleck, acaba por testemunhar a captura de sua irmã Bheth pelas mãos de agentes Harkonnen. Halleck tenta lutar pela libertação de sua irmã, porém acaba sendo brutalmente espancado pelos Harkonnen.
Após quatro anos procurando por sua irmã, Gurney recebe um bilhete dela (contrabandeado por um recenseador Harkonnen) dizendo que ainda está viva. O homem fornece a Gurney informações que o levam a uma casa de prazer perto de Mount Ebony. Ele se infiltra no local e acaba encontrando sua irmã amarrada a uma cama, com dois soldados Harkonnen. Bheth teve sua laringe cortada para mantê-la em silêncio. Gurney é novamente espancado pelos soldados até ficar inconsciente, quando ele volta a si percebe que foi jogado em um poço de escravos Harkonnen, onde é forçado a minerar e polir minério de obsidiana.
Os supervisores Harkonnen repetidamente tentam quebrar Gurney das formas mais variadas possíveis: forçando-o a assistir enquanto sua irmã é violentada e assassinada, drogando-o e espancando-o. Gurney finalmente tem sua chance de escapar ao se esconder em um carregamento de minério, que por coincidência é um presente de Leto Atreides para sua concubina Kailea.
Gurney sai do carregamento antes que ela chegue ao seu destino final e se junta ao renegado Conde Dominic Vernius.
Após a morte do Conde em Duna, Gurney sai em viagem com destino a Caladan buscando encontrar os herdeiros de Vernius, e jurando lealdade à Casa Atreides .

## Recepção
Duna: Casa Harkonnen ficou na posição #11 na lista de mais vendidos do The New York Times no seu lançamento, subindo para a posição #8 na segunda semana de publicação

## Adaptação
A Boom! Os estúdios anunciou em outubro de 2022 uma adaptação em quadrinhos de Duna: Casa Harkonnen para dar continuidade a adaptação de Duna: Casa Atreides e outros quadrinhos de Duna escritos pelos autores Brian Herbert e Kevin J. Anderson . O projeto foi concluído em janeiro de 2024.